# Conoeca psammogona
Conoeca psammogona är en fjärilsart som beskrevs av Edward Meyrick 1931. Conoeca psammogona ingår i släktet Conoeca och familjen säckspinnare. Inga underarter finns listade i Catalogue of Life.